# Фрідріхсфельде
Фрідріхсфельде (нім. Friedrichsfelde, вимоваⓘ) — перший район у складі адміністративного округу Ліхтенберг в Берліні. На сході межує з округом Марцано-Хеллерсдорф.

## Історія
Фрідріхсфельде веде свою історію від села Розенфельде, вперше згаданої 2 квітня 1265 року і заснованій, ймовірно, кілька десятиліть до цього за часів розселення на схід німецького населення Священної Римської імперії під управлінням маркграфів Бранденбурга Йоганна I і Оттона III. У 1288 році була визначена межа між Розенфельде та Берліном, якому село була передано у 1319 році (за винятком тієї частини, що вже належала монастирю Шпандау. Згідно Земельної книги Карла IV у 1375 році землями Розенфельде володів житель Берліна Рікі (нім. Ryke), нащадки якого зберігали їх у своїй власності ще три століття потому, поки в 1685 році новий власник Беньямін Раулє не побудував на них перший палац.
Після того, як Раулє потрапив у немилість, Розенфельде перейшло у власність курфюрста Фрідріха III і 25 січня 1699 року було перейменовано на його честь у Фрідріхсфельде. Ще довго це передмістя Берліну було мало заселеним: так у 1801 році в ньому проживало всього 479 мешканців. Лише поступово у зв'язку зі зростанням німецької столиці, її індустріалізацією і розвитком транспорту Фрідріхсфельде отримує справжній міський вид: 100 років потому, його населення складає вже 10 тис. людей, з'являється власна ж/д станція Friedrichsfelde Ost, а пізніше і метрополітен. Після реформи 1920 року Фрідріхсфельде офіційно відноситься до Ліхтенбергу і Великому Берліну, і лише через декілька років у ньому вперше в Німеччині методом промислового панельного домобудівництва побудований цілий житловий квартал. Одна із самих похмурих сторінок історії району була відкрита в квітні 1940 року, коли під Фрідріхсфельде був організований робочий виховний табір (нім. Arbeitserziehungslager), умови утримання в якому мало відрізнялися від сумно відомих нацистських концтаборів і через який пройшли до 30 тисяч ув'язнених, а кожен десятий з них загинув. По закінченні війни в одному з уцілілих будинків району розташовувалася перша радянська військова комендатура, а сам він опинився в межах Східного Берліна. У липні 1955 року на території Фрідріхсфельде був відкритий зоопарк, а в 1960-х роках з'явилися житлові мікрорайони, забудовані типовими для НДР висотними панельними будинками.

## Транспорт
На території Фрідріхсфельде представлені практично всі види міського громадського транспорту німецької столиці: від метрополітену зі станціями лінії U5 Friedrichsfelde і Tierpark, берлінської міської електрички (станція Friedrichsfelde-Ost ліній S3, 5, 7, 75) до трамвайних (M17, 27, 37) та автобусних (108, 192, 194, 296, 396, N5, N50) маршрутів. Крім того, тут розташовується одне з метродепо, що перебувають у віданні BVG.

## Пам'ятки
Головна визначна пам'ятка району — зоопарк Фрідріхсфельде, найбільший за площею (160 га) ландшафтний зоопарк Європи, що займає майже 30 % всієї території району. Безпосередньо до його входу примикає збудований у 1695 році палац Фрідріхсфельде, історія якого нерозривно пов'язана з життям багатьох відомих особистостей XVIII і XIX століть. Трохи на схід від нього до цих пір можна бачити платан, названий на честь господаря земельної ділянки платан Трескова (нім. Treskow-Platane), вік якого оцінюється в 350 років. В історичному центрі району  збереглися будівлі відновленої церкви Фрідріхсфельде і житлових будівель, деяким з яких вже більше 180 років. Понад півтора століття з дня відкриття нараховує і невелике євангельське кладовищі Фрідріхсфельде. В адміністративному комплексі неподалік розташовуються численні міські та окружні установи (як наприклад, статистичне управління Берліна-Бранденбурга та ін.), а на заході району — спортивний клуб SC Borussia 1920.

## Відомі особистості

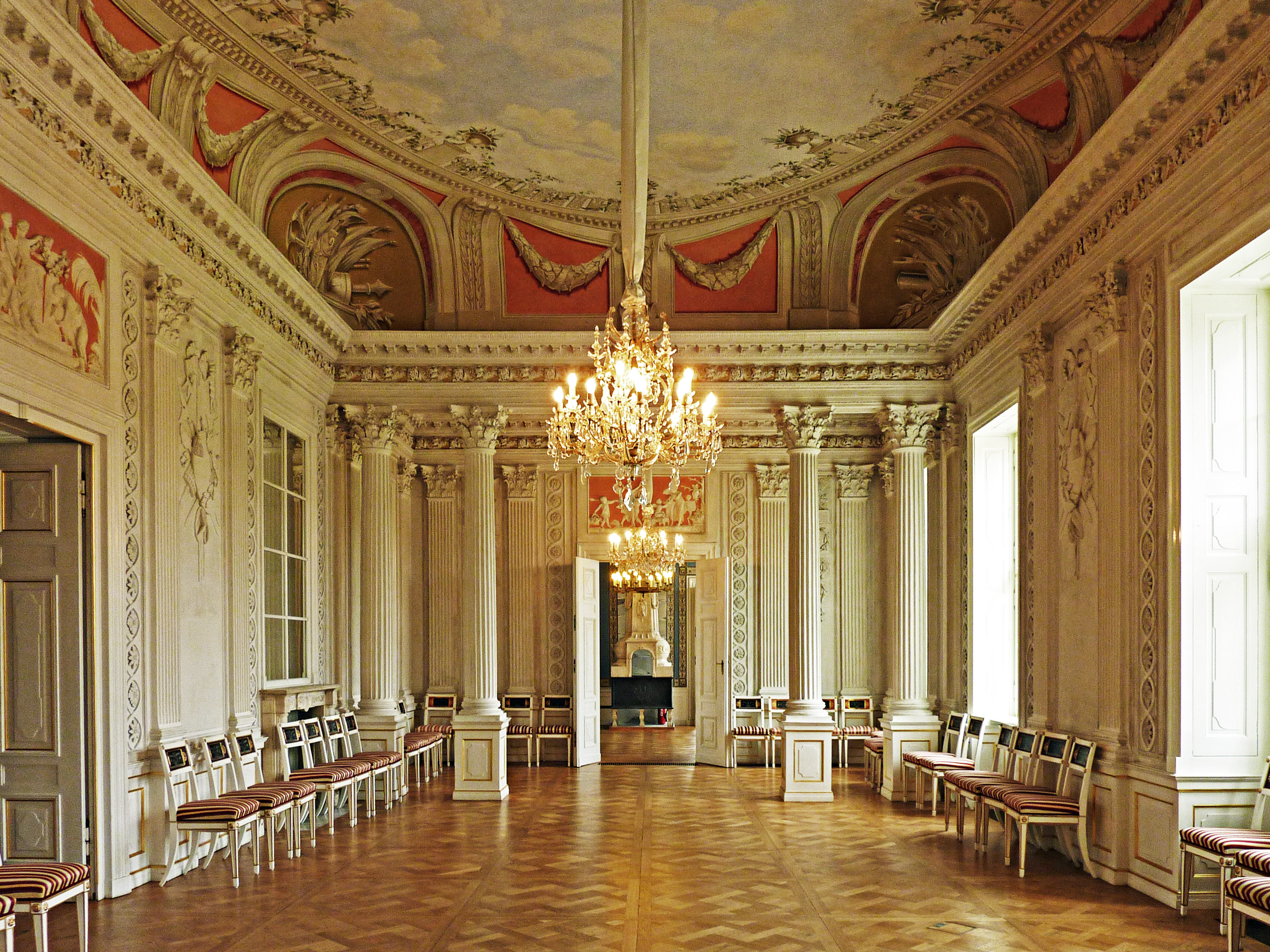
Парадний зал палацу Фрідріхсфельде

До числа відомих людей, пов'язаних з Фрідріхсфельде, належать:
- Альбрехт Фрідріх Бранденбург-Шведтский — прусський принц і воєначальник (жив і помер у палаці Фрідріхсфельде)
- Август Фердинанд Прусський — прусський принц і воєначальник (жив у палаці Фрідріхсфельде)
- Людвіг Фрідріх Пруський — прусський принц, композитор і воєначальник (народився і жив у палаці Фрідріхсфельде)
- Август Прусський — прусський принц і воєначальник (народився і жив у палаці Фрідріхсфельде)
- Катерина Голштейн-Бекская — принцеса і придворна дама (жила і померла у палаці Фрідріхсфельде)
- Луї Ніколя Даву — французький маршал (у палаці Фрідріхсфельде знаходилася його штаб-квартира)
- Фрідріх Август I — король Саксонії (утримувався під арештом у палаці Фрідріхсфельде)
- Хайнер Мюллер — німецький драматург і театральний режисер (жив у Фрідріхсфельде)
- Генріх Дату — німецький зоолог (жив, працював і помер у Фрідріхсфельде).

## Галерея

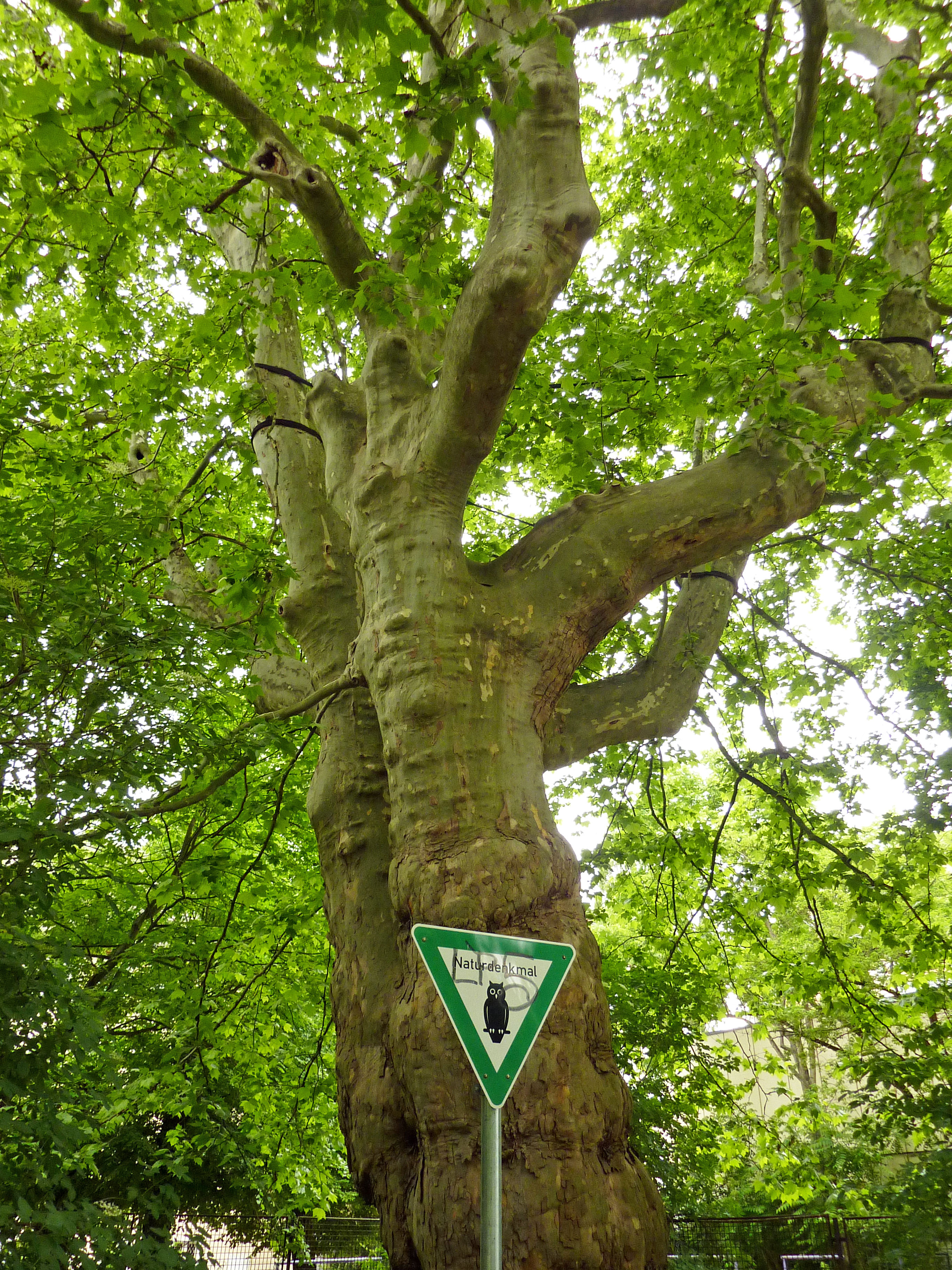
Платан Трескова
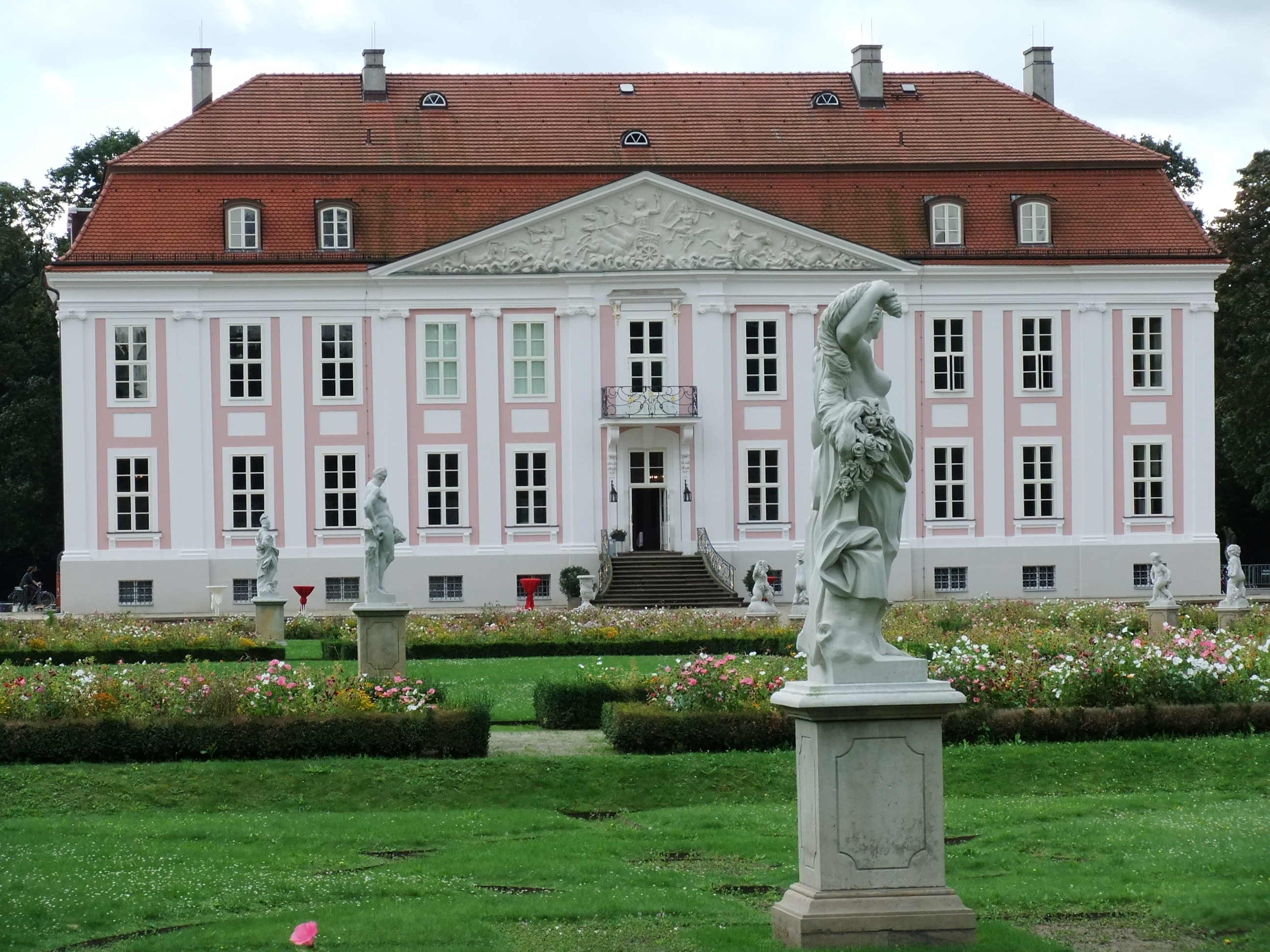
Палац Фрідріхсфельде
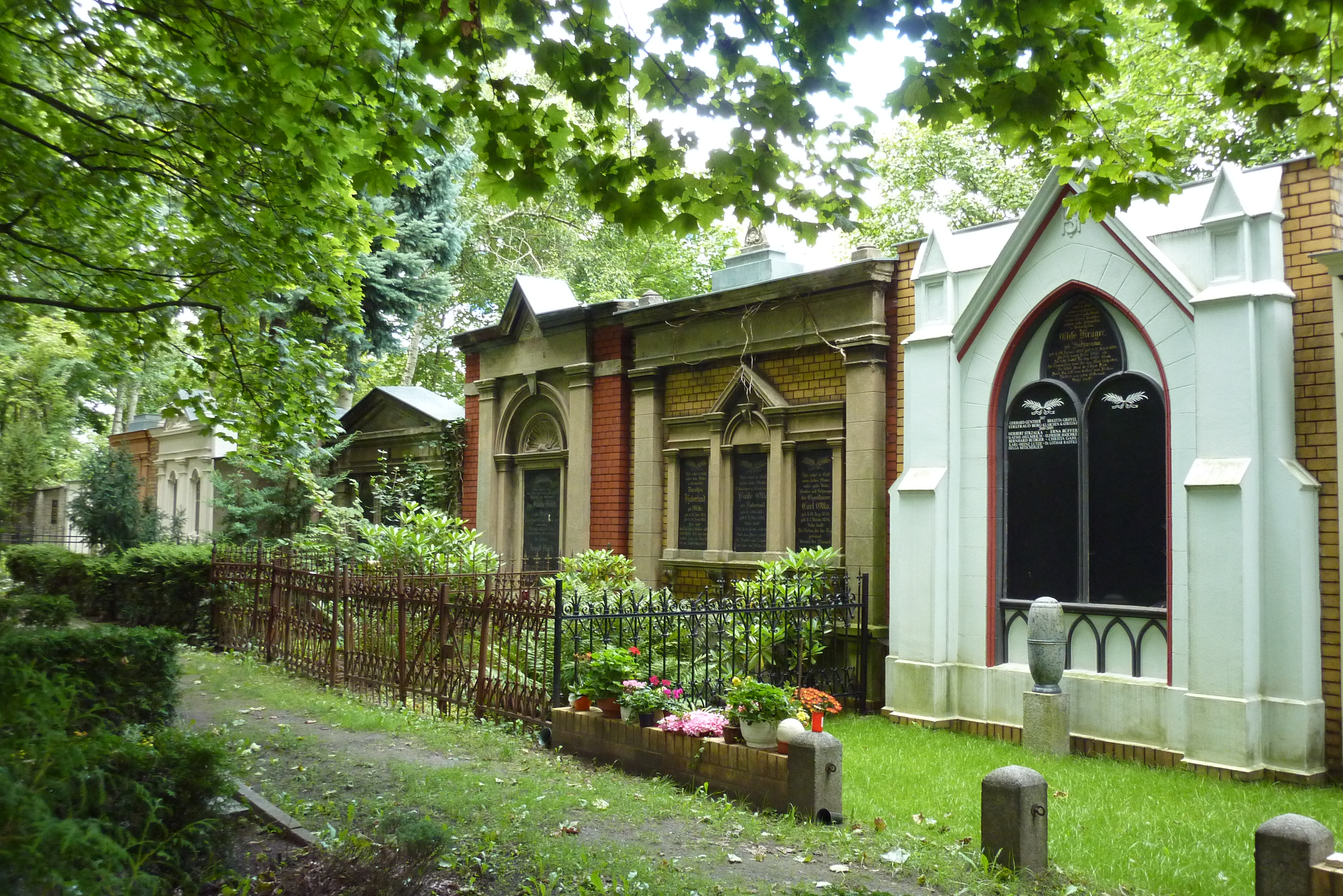
Старе кладовище Фрідріхсфельде
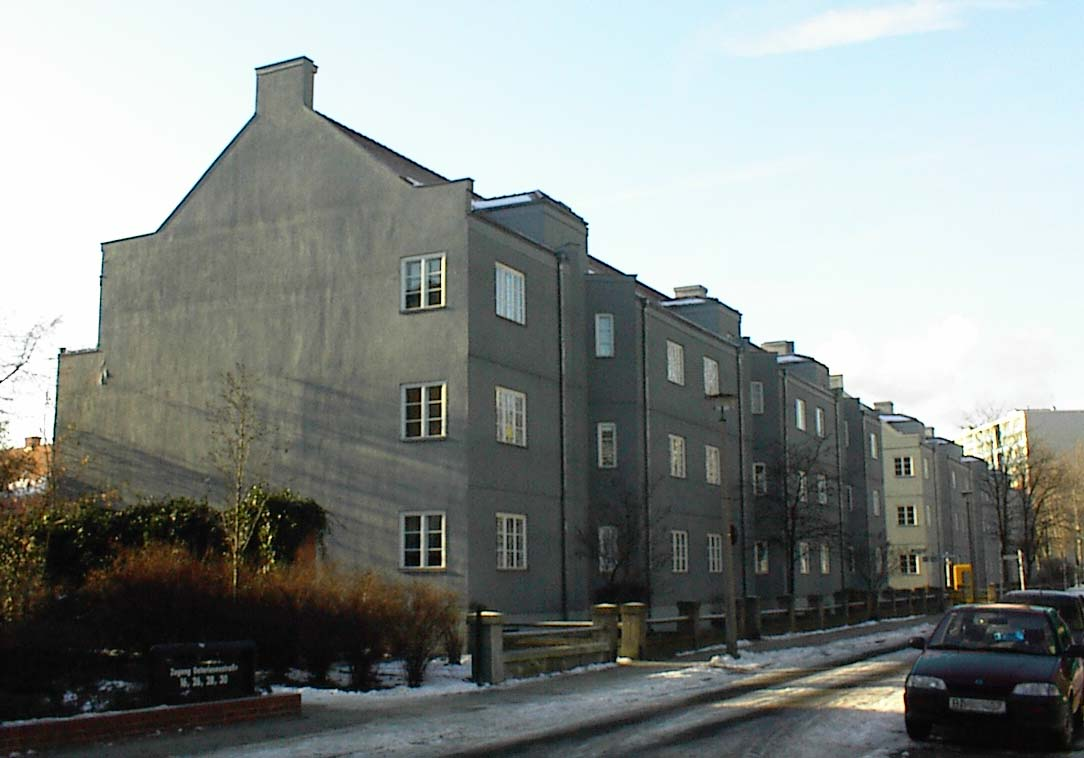
Перші панельні будинки Німеччини (побудовані в 1926 році)
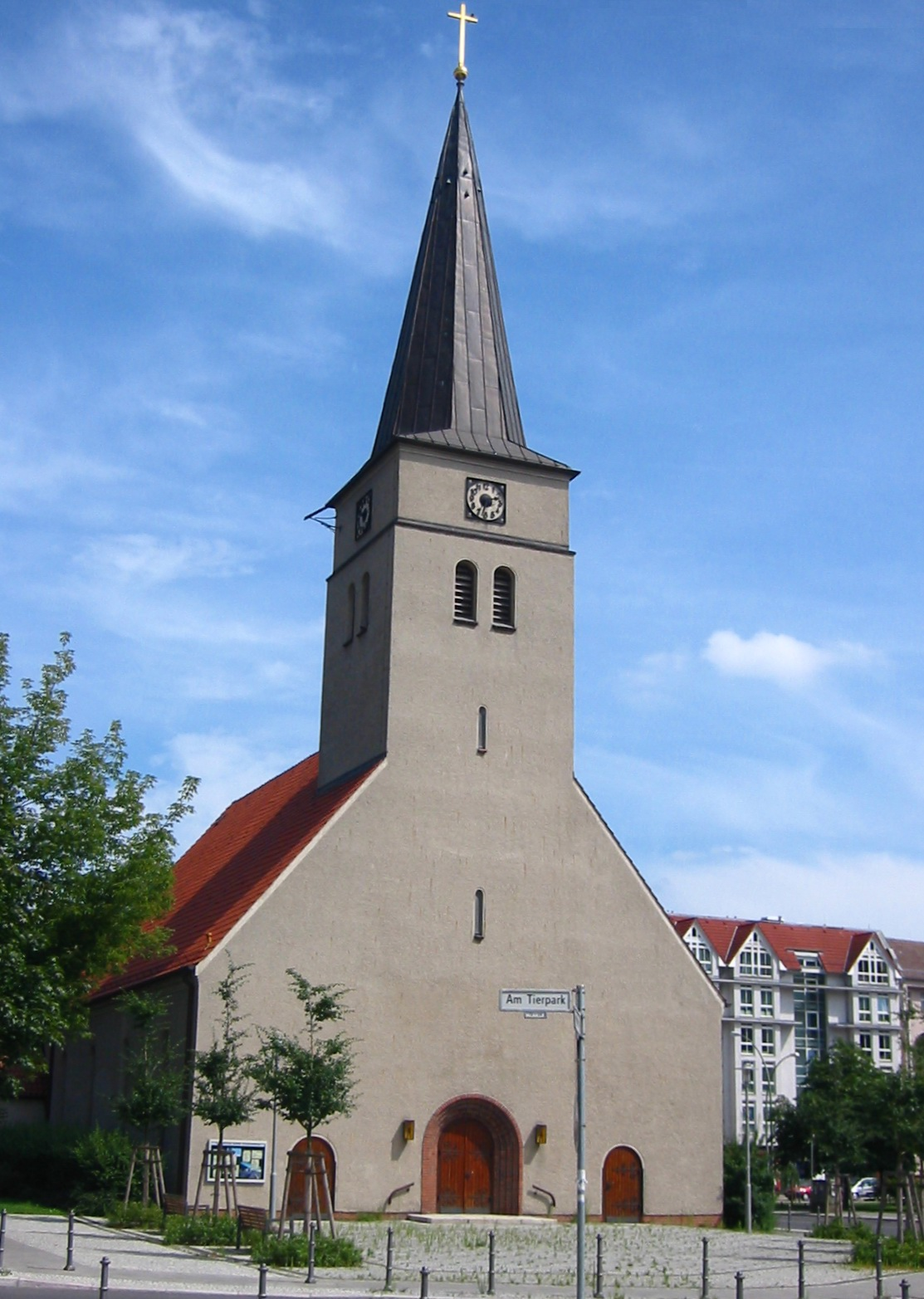
Сільська церква Фрідріхсфельде
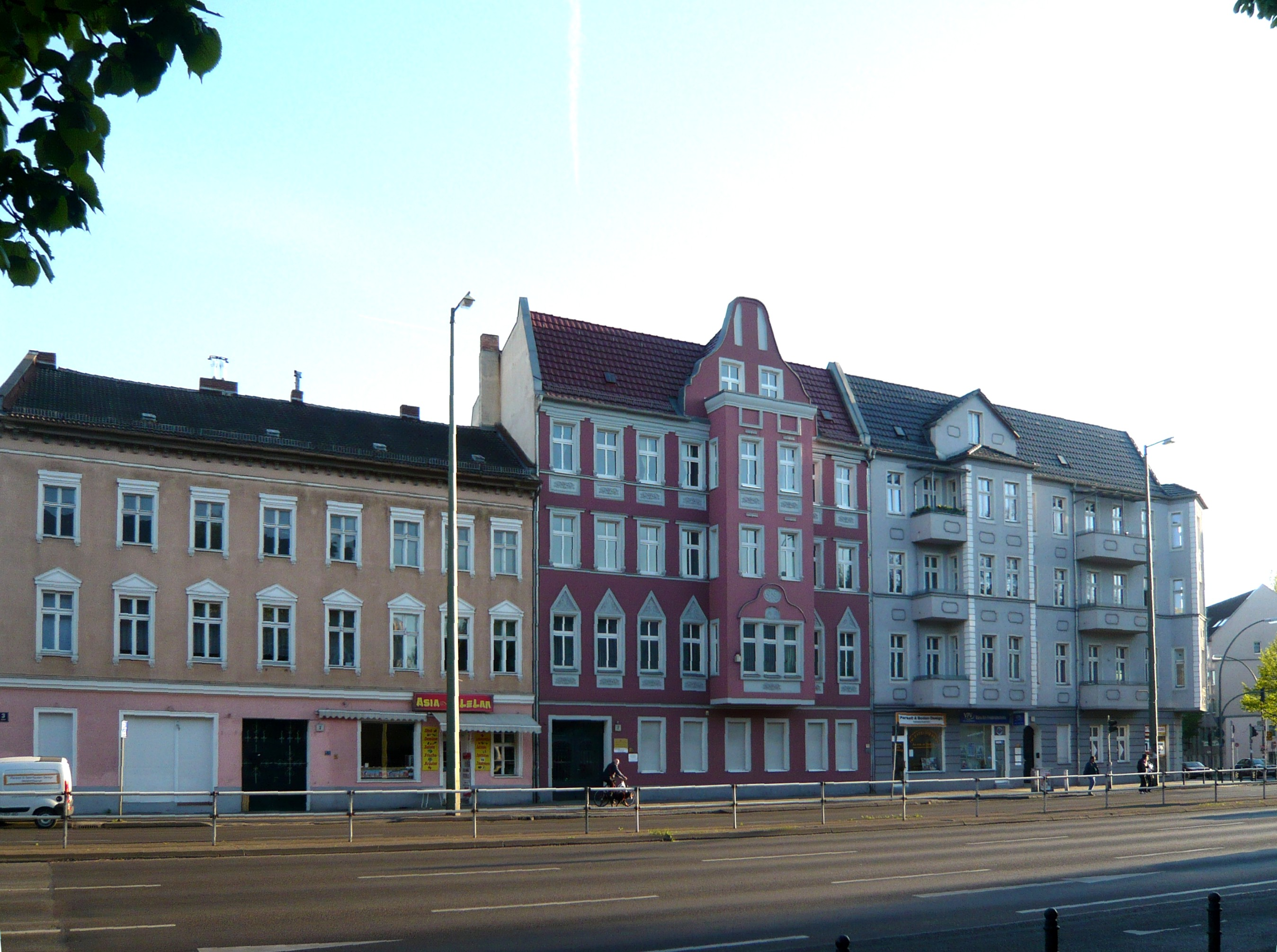
В сірій будівлі праворуч розташовувалася перша радянська військова комендатура
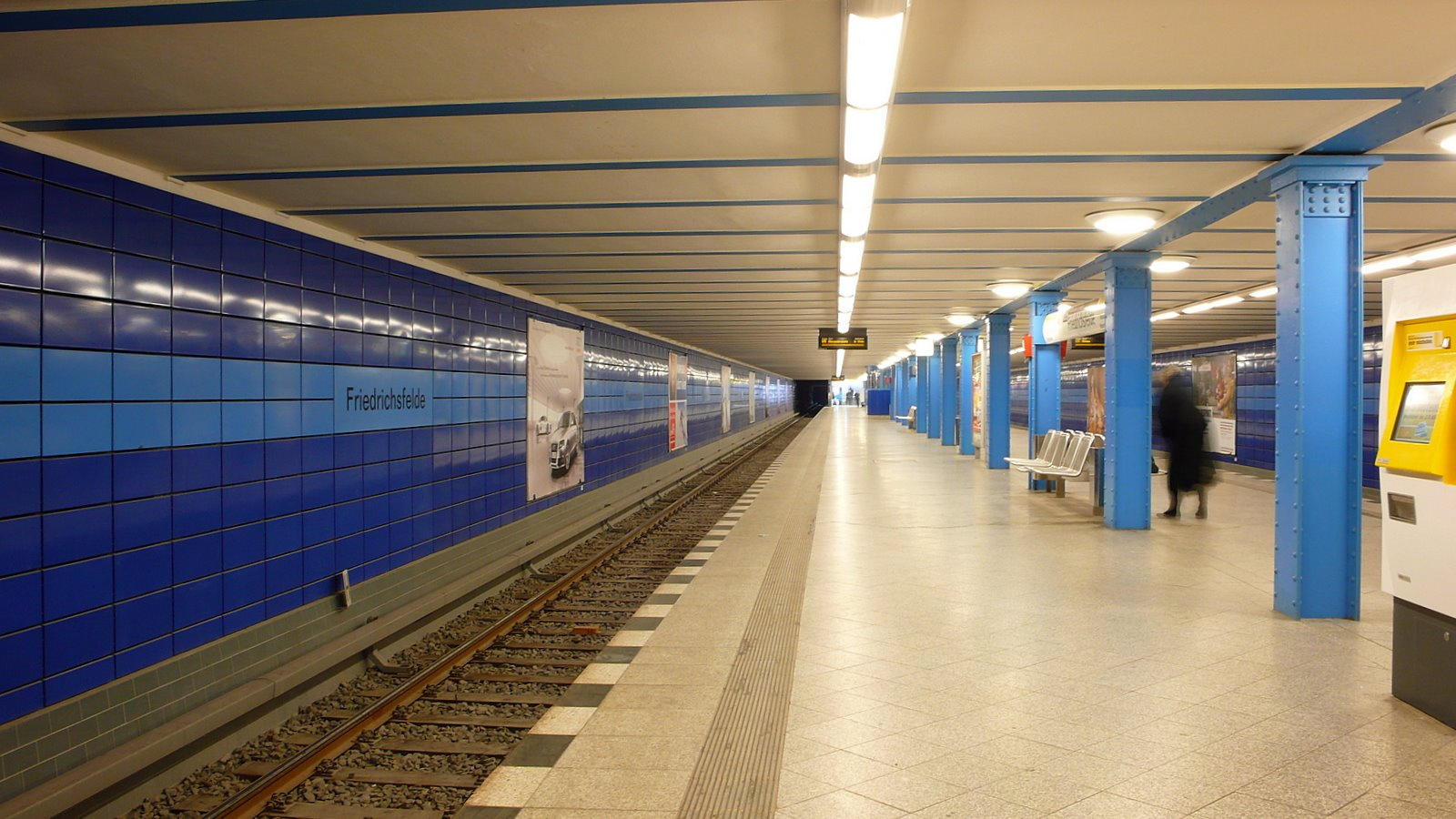
Станція метро Friedrichsfelde
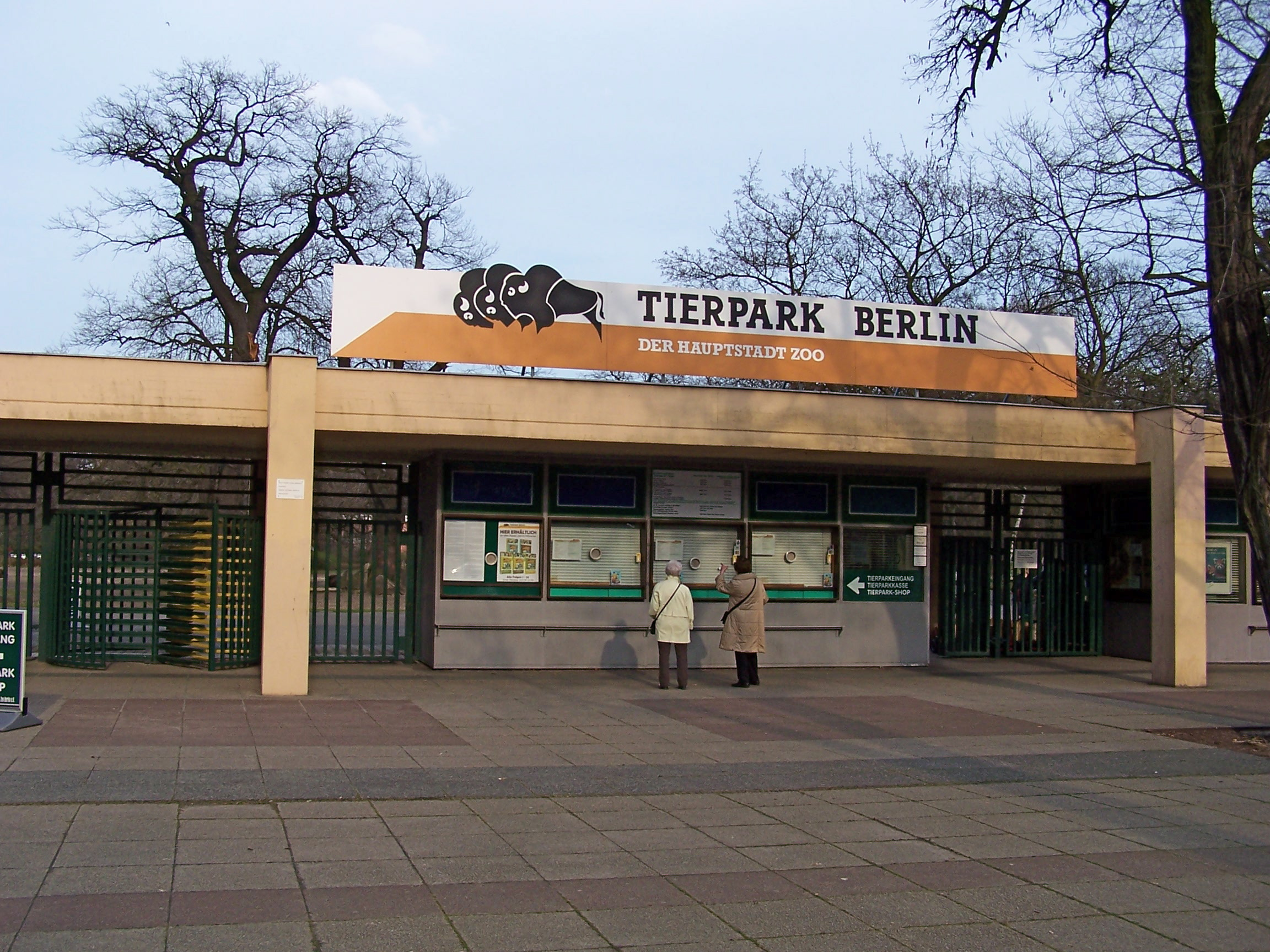
Зоопарк Фрідріхсфельде
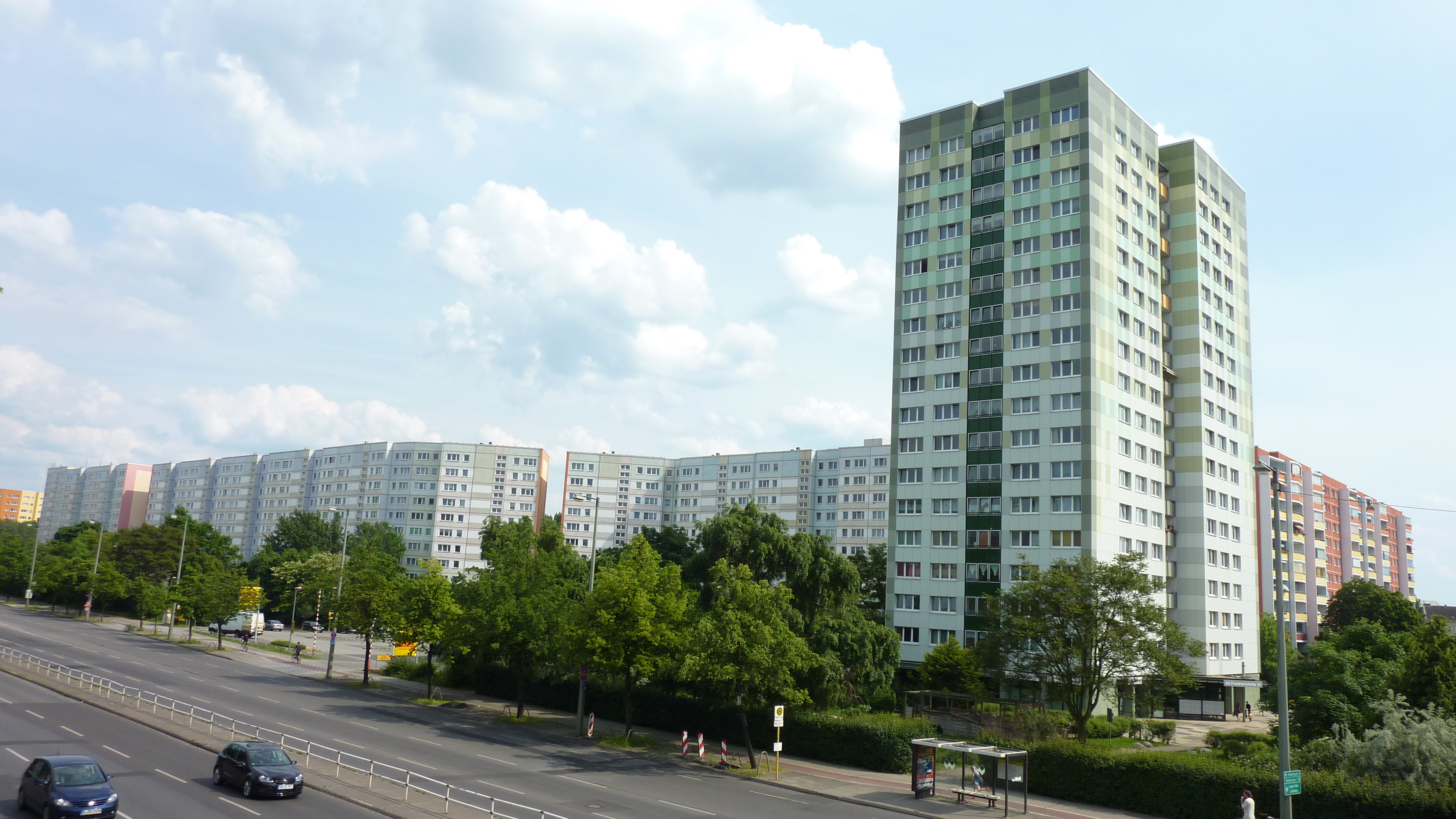
Панельні висотки у Фрідріхсфельде